# Jean-Pierre Jabouille
Jean-Pierre Jabouille, född 1 oktober 1942 i Paris, död 2 februari 2023 i Saint-Cloud, Hauts-de-Seine, var en  fransk racerförare.

## Racingkarriär
Jabouille försökte kvalificera sig i formel 1 för Williams i Frankrike 1974 och för Surtees i Österrike 1974, dock utan att lyckas. Säsongen därpå körde han ett F1-lopp för Tyrrell. Han blev sedan Europamästare i formel 2 1976. 
Jabouille var Renaults ende förare då det stallet startade 1977 och även 1978.  Han vann Renaults allra första grand prix-seger, Frankrikes Grand Prix 1979. Säsongen därpå vann Jabouille sitt andra lopp. Han bröt sedan benet under säsongens näst sista lopp i Kanada. 1981 återvände Jabouille till racingen, men då i Ligier. Framgångarna uteblev, varför han slutade tävla i formel 1 efter sex lopp.
Efter F1-karriären tävlade Jabouille i det franska standardvagnsmästerskapet under 1980-talet. Han blev senare involverad i Peugeots satsning på sportvagnar. Den franska tillverkaren vann Le Mans 24-timmarslopp 1992 och 1993. När Jean Todt avgick som Peugeots sportchef efterträddes han av Jabouille, som efter en trög start på märkets F1-satsning tvingades avgå.

## F1-karriär
| Säsong                | Stall/Tillverkare                         | Placering             | Lopp | Poäng | Etta | Tvåa | Trea | Pole | Varv |
| --------------------- | ----------------------------------------- | --------------------- | ---- | ----- | ---- | ---- | ---- | ---- | ---- |
| 1974                  | Surtees-Ford Williams (Iso Marlboro-Ford) | -                     | 1    |       |      |      |      |      |      |
| 1975                  | Tyrrell-Ford                              | -                     | 1    |       |      |      |      |      |      |
| 1977                  | Renault                                   | -                     | 5    |       |      |      |      |      |      |
| 1978                  | Renault                                   | 17                    | 14   | 3     |      |      |      |      |      |
| 1979                  | Renault                                   | 13                    | 15   | 9     | 1    |      |      | 4    |      |
| 1980                  | Renault                                   | 8                     | 14   | 9     | 1    |      |      | 2    |      |
| 1981                  | Ligier-Matra                              | -                     | 5    |       |      |      |      |      |      |
| Sammanlagt 7 säsonger | Sammanlagt 7 säsonger                     | Sammanlagt 7 säsonger | 56   | 21    | 2    | 0    | 0    | 6    | 0    |

| 1. Frankrike 1979 2. Österrike 1980 |

| 1. Sydafrika 1979 2. Frankrike 1979 3. Tyskland 1979 4. Italien 1979 5. Brasilien 1980 6. Sydafrika 1980 |